# Мазиесен, Хаакен Христиан
Хаакен Кристиан Мазиесен (норв. Haaken Christian Mathiesen; 24 февраля 1827 — 10 сентября 1913) — норвежский землевладелец и бизнесмен в лесном секторе.

## Личная жизнь
Мазиесен родился в поместье Линдеруда, сын землевладельца Могенса Ларсена Мазиесен (1799-1875) и его жены Иоганны Хедевиг Глёрсен (1800-1885). Он был внуком Хаагена Мазиесен и правнуком Могенса Ларсена Монсена и двоюродным братом трех братьев и сестер Дикки Меллер, Германа Анкера, Кристиана, Августа Анкера и Софуса Ларпента.

## Карьера
Мазиесен родился в семье землевладельцев. В начале девятнадцатого века они расширились от своей базы в Линдеру, покупая леса в Эйдсволле и Хурдале . Его дедушка умер в 1842 году, и, как только его отец ушел из семейной компании уже в 1849 году, Хакен Кристиан Мазиесен, стал совладельцем компании Tostrup & Mathiesen вместе с менеджером Кристофером Хенриком Холфельдтом Тострупом. К тому времени он провел несколько лет обучения за границей.
В то время лесная промышленность процветала, и открытие железной дороги в 1854 году обеспечило транспортировку в Кристианию (Осло). Мазиесен был особенно заинтересован в растущей целлюлозной промышленности. Он сотрудничал со своим двоюродным братом Кристианом Анкером и инвестировал в бумажную фабрику «Norske Skog Union» в городе Шиен, а также в несколько других предприятий. Семья Тоструп покинула компанию в 1892 году, и когда Эйдсволд Вюрк был куплен в 1893 году, была основана компания Мазиесен Эйдсволд Вюрк.
Его сын Хаакен Л. Мазиесен стал единственным владельцем компании в 1895 году. А в 1930 году его сын Иорген Мазиесен стал единственным владельцем. За свои усилия Хаакен К. Мазиесен был награжден как рыцарь первого класса Королевского Норвежского ордена Святого Олафа и состоял в датском ордене «Даннеброг». Хаакен К. Мазиесен умер в поместье Линдеру, которым он владел с 1875 по 1891 год (впоследствии продав его младшему сыну Кристиану Пьеру Мазиесен), в сентябре 1913 года.